# Dead Infection
Dead Infection es una banda de goregrind de Polonia. Desde su formación en 1990, han lanzado tres álbumes de larga duración y varios splits y sencillos. En febrero de 2020, el único miembro fundador y baterista de la banda, Cyjan, falleció, por lo que dio punto final a la banda y ésta se separó.

## Miembros
- Cyjan - Batería
- Pierścień - Guitarra, Voz
- Bielem - Guitarra

## Discografía

### Álbumes de estudio
- 1993: Surgical Disembowelment (CD/LP) / 2010: (re-edition LP)
- 1995: A Chapter of Accidents (CD) / 2011: (LP)
- 2004: Brain Corrosion (CD) / 2006: (LP)

### Splits
- 1994: Party's Over (Split with Blood)
- 1998: No Pate, No Mind (Split with Malignant Tumour)
- 1998: Poppy-Seed Cake (Split with Clotted Symmetric Sexual Organ)
- 2009: Heartburn Result (Split with Regurgitate)
- 2009: Furniture Obsession (Split with Haemorrhage)
- 2014: Looking For Victims (Split with Parricide)

### Otros Lanzamientos
- 1991: World Full of Remains (Demo) / 2006: (LP edition)
- 1992: Start Human Slaughter (Demo) / 2006: (LP edition)
- 1997: Human Slaughter.. till Remains (CD compilation of two demos)
- 1998: The Greatest Shits (Tribute MCD)
- 2008: Corpses of The Universe (MCD) / 2009: (LP)
- 2008: Dead Singles Collection (CD compilation of split albums)